# Нучет (Димбовіца)
Нучет (рум. Nucet) — село у повіті Димбовіца в Румунії. Входить до складу комуни Нучет.
Село розташоване на відстані 57 км на північний захід від Бухареста, 17 км на південний схід від Тирговіште, 146 км на схід від Крайови, 97 км на південь від Брашова.

## Населення
За даними перепису населення 2002 року у селі проживали 2360 осіб. Усі жителі села рідною мовою назвали румунську.
Національний склад населення села:
| Національність | Кількість осіб | Відсоток |
| -------------- | -------------- | -------- |
| румуни         | 2322           | 98,4%    |
| цигани         | 37             | 1,6%     |